# アフロ・ケルト・サウンド・システム
アフロ・ケルト・サウンド・システム (Afro Celt Sound System) は、ケルト音楽のメロディと西アフリカ音楽のリズムを現代的に融合した独自の音楽を創作しているイギリスを中心に活動する多国籍グループである。2003年の『シード』リリース時にはバンド名を一旦アフロケルツ (Afrocelts) と改めたが、その後は、通りのよい元の名前に戻している。

## 概要
バンドはピーター・ガブリエルの「リアル・ワールド・スタジオ」で行われている「リアル・ワールド・レコーディング・ウィーク」の1995年真夏のセッションの中で、イギリスのプロデューサー兼ギタリストのサイモン・エマーソンを中心として生まれた。「リアル・ワールド・レコーディング・ウィーク」は期間中に世界中から集まったアーティストやエンジニア、プロデューサーがコラボレーションを行うイベントである。彼らのアルバムにはしばしば幅広い範囲のゲスト・アーティストが招かれワールドミュージックのスーパーグループともみなされている。
アルバムは「リアル・ワールド」レーベルからリリースされており、レーベル内でガブリエル自身を唯一越える最も売上げの多いバンドとしても知られている。印象的なライブ・パフォーマンスはときにウォーマッド・フェスティバルでのハイライトともなってきた。リアル・ワールドとの契約では5枚のアルバムをリリースすることになっており、2005年の『Volume 5: Anatomic』が最後のものとなる。
その後、断続的なライブ活動などを行っていたが、2014年5月にはウェブサイトを刷新し、新アルバムの製作を発表した。
しかし翌年バンドはエマーソン、クヤテ、カルシらからなるグループと、マクネリーとラッセルらからなるグループとに分裂し、バンド名の利用権を巡って法的紛争となった。
2016年12月に両グループは和解し、アフロ・ケルト・サウンド・システムの名前はエマーソンらに引き継がれることとなった。再始動アルバムのエマーソンらによるバージョン『The Source』を含む分裂以降の作品はエマーソンのレーベルECC Recordsよりリリースされている。

## メンバー

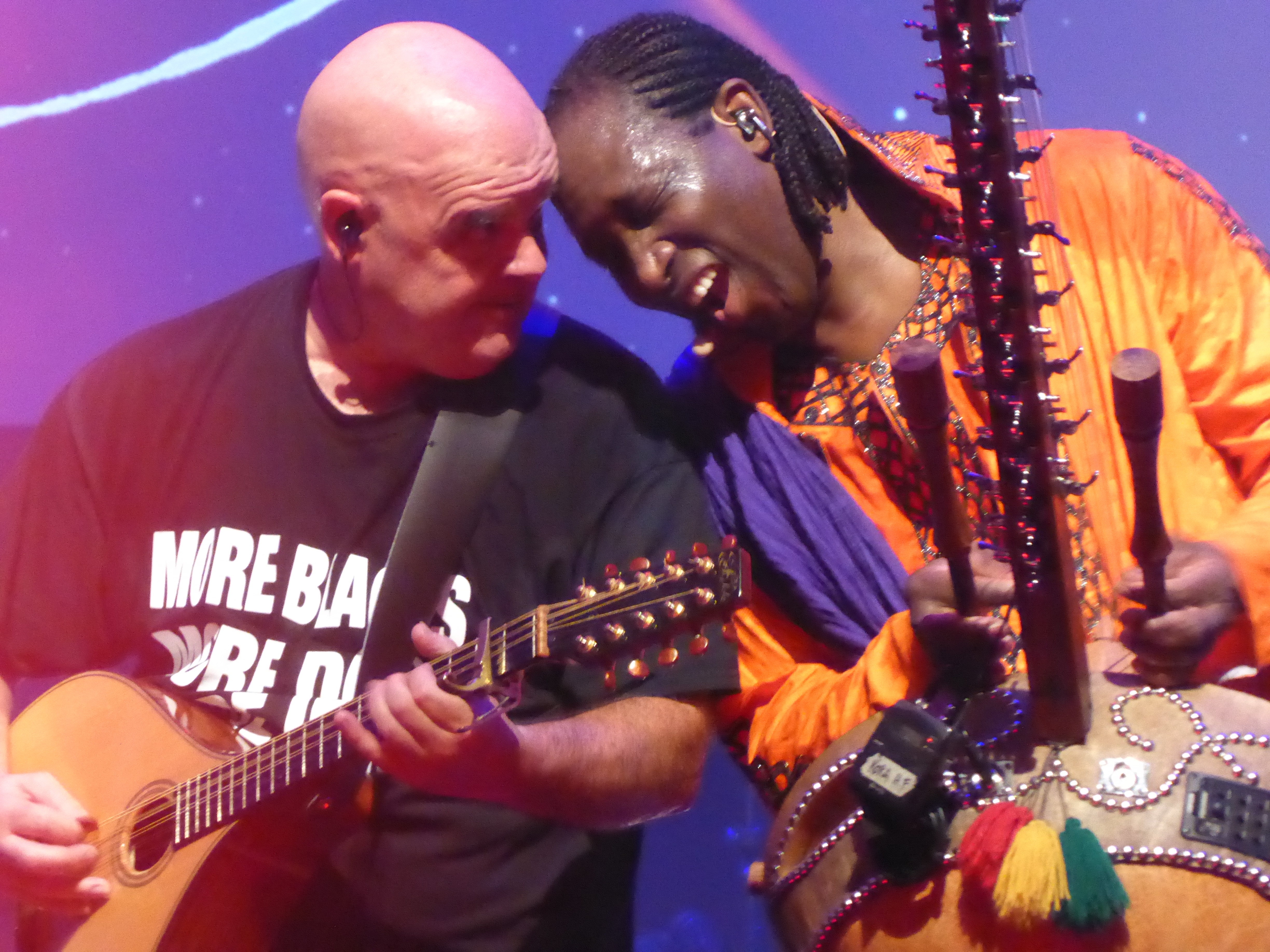
エマーソン（左）とクヤテ、2016年、ロンドンでのライブ

1990年代中盤にアフロ・ケルト・サウンド・システムが活動を開始したころには、バンドのメンバーとゲストとの違いは実質的に存在していなかった。その後、多くの場合には、以下のメンバーがアフロ・ケルト・サウンド・システムの名前で活動している。
サイモン・エマーソン (Simon Emmerson)
ギターとプロデューサーを担当する。サイモン・ブース (Simon Booth) 名義で、ワーキング・ウィーク、ウイークエンドで活動した。バーバ・マール (Baaba Maal) のアルバムのプロデュースでグラミー賞にノミネートされた経験をもつ。イギリス生まれ。2023年死去。
ジェームズ・マクネリー (James McNally)
アイルランドの打楽器バウロンやアコーディオン、ティン・ホイッスルを演奏している。 一時期「ザ・ポーグス」のメンバーだったこともある。アイルランド生まれ。
イアルラ・オ・リオナード (Iarla Ó Lionáird)
ボーカル。 アイルランド生まれ。
マーティン・ラッセル (Martin Russell)
キーボード、プロデューサー、エンジニア、プログラミングを担当。
ンファリー・クヤテ (N'Faly Kouyaté)
西アフリカの弦楽器コラをはじめ、バラフォン (balafon) やボーカルなどを担当している。ギニア生まれ。
ムサ・シソコ (Moussa Sissokho)
ともに西アフリカの打楽器であるジャンベとトーキングドラムを演奏する。セネガル生まれ。
ジョニー・カルシ (Johnny Kalsi)
インドの打楽器ドール (dhol) を担当。「ドール・ファンデーション」 (Dhol Foundation) のリーダーでもある。ケニアから移住した両親をもつインド系イギリス人。
エマー・メイヨック (Emer Mayock)
ティン・ホイッスル、フルート、イリアン・パイプスを演奏する。
なお、『Volume 5: Anatomic』ではこのうちエマーソン、マクナリー、オ・リオナード、ラッセルがレギュラー・メンバーとしてリストされている。
他にも、アルバムごとに以下のようなミュージシャンが共演している。
ピーター・ガブリエル、ロバート・プラント、シネイド・オコナー、ピナ・コラー (Pina Kollar)、ドロシー・ムニアネザ (Dorothee Munyaneza)、セヴァラ・ナザルハン 、サイモン・マッシー (Simon Massey)、ジェシー・クック (Jesse Cook)、マーティン・ヘイズ、アイリーン・アイヴァース (Eileen Ivers)、マンディ (Mundy)、デンバ・バリー (Demba Barry)、アルタンのマレード・ニ・ウィーニ (Mairéad Ní Mhaonaigh)とキーラン・トゥーリッシュ (Ciarán Tourish)、ローナン・ブラウン (Ronan Browne)、マイケル・マクゴールドリック (Michael McGoldrick)、「ミルディン」 (Myrdhin)、「シューグレニフティ」 (Shooglenifty)、マレード・ネズビット (Máiréad Nesbitt)、アユブ・オガダ (Ayub Ogada)。

## ディスコグラフィ

### アルバム
- 『サウンド・マジック』 - Volume 1: Sound Magic (1996年)
- 『リリース』 - Volume 2: Release (1999年)
- 『ファーザー・イン・タイム』 - Volume 3: Further in Time (2001年)
- 『シード』 - Seed (2003年)
- 『ポッド』 - Pod (2004年) ※コンピレーション・リミックス盤
- Volume 5: Anatomic (2005年)
- 『キャプチャー 1995-2010』 - Capture: 1995–2010 (2010年) ※コンピレーション。2枚組ベスト・アルバム
- The Source (2016年)
- 『フライト』 - Flight (2018年)